# تيثوريا
تيثوري (Τιθορέα) هي مدينة في فثيوتيس في مقاطعة كينتريكي إلادا في اليونان.